# Ramree Island
Ramree Island är en ö i Myanmar.   Den ligger i regionen Rakhinestaten, i den sydvästra delen av landet, 260 km väster om huvudstaden Naypyidaw. Arean är 1 350 kvadratkilometer.
Terrängen på Ramree Island är platt. Öns högsta punkt är 285 meter över havet. Den sträcker sig 65,7 kilometer i nord-sydlig riktning, och 54,4 kilometer i öst-västlig riktning.